# إطلاق النار في مدرسة أبالاتشي الثانوية 2024
في 4 سبتمبر 2024، وقع إطلاق نار جماعي في مدرسة أبالاتشي الثانوية بالقرب من ويندر (جورجيا)، الولايات المتحدة. ويُزعم أن المشتبه به، كولت غراي (Colt Gray) البالغ من العمر 14 عامًا، أطلق النار على 11 شخصًا. قُتل طالبان ومعلمان، فيما أصيب سبعة آخرون بطلقات نارية.
تم القبض على غراي من قبل الشرطة ووجهت إليه أربع تهم بالقتل العمد. كما اتُهم والده، كولن غراي (Colin Gray)، بالقتل العمد من الدرجة الثانية والقتل غير العمد فيما يتعلق بإطلاق النار، بعد أن اشترى لابنه البندقية التي يُزعم أنها استُخدمت في إطلاق النار.
يُعدُّ إطلاق النار هذا هو أعنف إطلاق نار في مدرسة في تاريخ ولاية جورجيا.

## خلفية
مدرسةأبالاتشي الثانوية هي مدرسة ثانوية عامة تقع في مقاطعة بارو بجورجيا، على بعد حوالي 50 ميلاً (80 كم) شمال شرق أتلانتا. وهي جزء من منطقة مدرسة مقاطعة بارو ويبلغ عدد طلابها حوالي 1900 طالب. جميع المدارس في ولاية جورجيا ملزمة قانونيًا بإجراء تدريب واحد على الأقل لمواجهة مطلق نار محتمل بحلول الأول من أكتوبر في كل عام دراسي.
تتمتع ولاية جورجيا ببعض من أكثر قوانين الأسلحة تساهلاً في الولايات المتحدة. إن بيع البنادق شبه الأوتوماتيكية أمر قانوني ولا يتطلب تصريحًا أو دورة تدريبية حول سلامة الأسلحة. ولا يوجد في جورجيا أيضًا قانون للتخزين الآمن. قبل أسابيع قليلة من إطلاق النار، حاول مجموعة من المشرعين في جورجيا تمرير قانون سلامة الأسلحة النارية، الذي يقدم خصمًا ضريبيًا بقيمة 300 دولار لأصحاب الأسلحة الذين يشترون الخزائن. وقد تم رفض مشروع القانون.
قبل أسبوع واحد من إطلاق النار، تم إصدار بطاقة هوية لجميع المعلمين في المدرسة تسمى (Centegix)، والتي تتضمن زر ذعر لأي موقف نشط محتمل في المدرسة. وتتضمن التكنولوجيا أيضًا "رسم خرائط رقمية ديناميكية مع إمكانيات تحديد الموقع في الوقت الفعلي". تُغلق أبواب الفصول الدراسية في المدرسة تلقائيًا بمجرد إغلاقها، ولا يمكن فتحها من الخارج إلا إذا كان لدى الشخص المفتاح، بينما يمكن فتحها من الداخل دون الحاجة إلى مفتاح.

## إطلاق نار
قبل إطلاق النار، تم إجراء مكالمة من مصدر غير معروف إلى مدرسة أبالاتشي الثانوية تفيد بأنه سيتم استهداف خمس مدارس وأن أبالاتشي ستكون الأولى. واستمرت المكالمة الثانية، من والدة غراي، لمدة 10 دقائق تقريبًا، وحذرت من "حالة طوارئ قصوى" وطلبت من المسؤولين تحديد مكان غراي، لكنهم لم يتمكنوا من القيام بذلك. في صباح يوم إطلاق النار، سأل غراي في حصة الصف الأولى عن كيفية استجابة مدرسة أبالاتشي الثانوية لمطلق نار نشط. تسبب هذا التعليق في قيام المعلم بالإبلاغ عن التعليق عبر البريد الإلكتروني لبعض موظفي المدرسة، باستثناء مدرس الجبر حيث بدأ إطلاق النار.
في الساعة 9:42 صباحًا، أرسل غراي رسالة نصية إلى والده "أنا آسف، هذا ليس خطأك... أنت لست مسؤولاً عن أي شيء من هذا. [ك‍]". في الساعة 10:02 صباحًا، أرسل غراي رسالة نصية إلى والدته "أنا آسف".
خرج غراي من فصل الجبر حوالي الساعة 9:45 صباحًا وكان الباب مغلقًا تلقائيًا خلفه. بعد المغادرة، زُعم أن غراي دخل إلى كشك داخل حمام طلاب في قاعة جيه قبل أن يخرج مرتديًا قفازات بلاستيكية صفراء ويحمل حقيبة ظهره مع لوحة بيضاء ملفوفة تحتوي على مسدسه ملفوفًا حول جذعه السفلي. وفي الوقت نفسه، غادر الفصل الدراسي طالب يحمل نفس اسم غراي الأخير واسمه الأول المتطابق تقريبًا. بعد أن تم تنبيههم من قبل المعلمين ووالدي غراي بأن الوضع كان عاجلاً، ذهب موظفو الموارد المدرسية من باب إلى باب يسألون عن "غراي"، وكادوا أن يجدوه في الحمام، ولكنهم بدلاً من ذلك ألقوا القبض عن طريق الخطأ على الطالب الآخر الذي يشترك في نفس الاسم مع غراي. وبعد أن أدركوا بعد أكثر من عشر دقائق أنهم اختاروا الطالب الخطأ، بدأوا في البحث مرة أخرى.
في الساعة 10:18 صباحًا، أرسلت والدة غراي رسالة نصية إلى والده، تقترح عليه مغادرة العمل، قائلةً "إنهم سيحتاجون إليك في المدرسة". وبدأ إطلاق النار بعد دقائق.
عندما طرق غراي الباب ليعود إلى درس الجبر، ذهب أحد الطلاب لفتح الباب، ونظر عبر اللوح الزجاجي في الباب ورأى مسدسًا. عندما طلب منه المعلم فتح الباب، أجاب الطالب: "لا، لديه مسدس". بعد رفض السماح له بالعودة إلى الفصل الدراسي، دخل مطلق النار وأطلق 10 إلى 15 طلقة داخل فصل دراسي قريب، فأصاب عدة أشخاص وقتل كريستيان أنجولو قبل أن يركض في الرواق، ولا يزال يطلق النار، نحو مجموعة من المراحيض. بعد وقت قصير من إطلاق النار، ضغط العديد من أعضاء هيئة التدريس على أزرار الذعر الموجودة على بطاقات الهوية الخاصة بهم من نظام (Centegix) المثبت حديثًا، مما أدى إلى إغلاق المدرسة وتنبيه السلطات، بما في ذلك ثلاثة من ضباط موارد المدرسة، بشأن إطلاق النار.
وقال أحد الطلاب للصحافيين إنه سمع نحو 10 طلقات نارية، ولم يصدق أن إطلاق النار حقيقي حتى سمع ضابطا يصرخ على شخص ما ليضع سلاحه جانبا. وذكر آخر أنه بعد سماع طلقات نارية، قامت المجموعة بتحصين الباب باستخدام بعض الأغراض قبل أن يختبئوا. وذكر أحد الطلاب أن معلمهم حاول التحقق من الضوضاء قبل أن يُطلب منه قفل الباب، بعد ورود تقارير عن وجود مطلق نار نشط. وبعد ذلك، سمعوا شخصًا يطرق الباب ويصرخ "افتح!" عدة مرات قبل إطلاق النار والصراخ.
وذكرت التقارير أن أحد المعلمين الذين قُتلوا غادر قاعة الدرس بعد سماعه ضجة، وأصيب برصاصة في صدره. سحبه الطلاب في فصله إلى داخل الفصل وحاولوا إنقاذ حياته باستخدام قمصانهم لوقف النزيف بينما قام آخرون بتحصين الباب بالمكاتب والكراسي. تمكن أحد الطلاب الجرحى من النهوض وإغلاق باب فصله بسرعة، ومنع غراي من الدخول، قبل أن يدرك أنه مصاب.
تم إغلاق المدرسة حوالي الساعة 10:20 صباحًا واستجابت قوات إنفاذ القانون حوالي الساعة 10:23. أدى برنامج الإغلاق إلى عرض جميع اللوحات الذكية في المدرسة لكلمات "إغلاق تام" (Hard Lockdown) بحروف كبيرة باللون الأحمر. إن صياغة هذه الرسالة الغامضة جعلت بعض الطلاب يعتقدون أنها جزء من تدريب. قال مدير مكتب التحقيقات في جورجيا إن مكتب الشريف تلقى مكالمات بشأن وجود مطلق نار نشط في المدرسة حوالي الساعة 10:20 صباحًا بالتوقيت المحلي، ووصل المستجيبون خلال دقائق. قام ضباط الموارد المدرسية بالتعامل مع المشتبه به في غضون دقائق وقام بتسليم نفسه لهم. 
تم إخلاء الطلاب من المبنى إلى ملعب كرة القدم التابع للمدرسة، بعد أن تم اعتباره آمنًا. وذكر الطلاب في وقت لاحق أنهم رأوا حقائب كتب وهواتف وأحذية مهجورة على الأرض أثناء إجلائهم، بينما ذكر آخرون أنهم رأوا الشرطة تحاول تغطية جثة على الأرض، وسلاحًا ودماء. أصدر الحاكم برايان كيمب توجيهاته لجميع الموارد المتاحة في الولاية للمساعدة في موقع إطلاق النار.

## الضحايا
قُتل أربعة أشخاص، هم: الطالبان ماسون شيرمرهورن وكريستيان أنجولو، وكلاهما يبلغ من العمر 14 عامًا؛ ومعلمة الرياضيات كريستينا إيريمي، 53 عامًا؛ ومعلم الرياضيات ومساعد مدرب كرة القدم ريتشارد أسبينوال، 39 عامًا. وأصيب تسعة أشخاص (معلم وثمانية طلاب) في إطلاق النار، من بينهم سبعة أصيبوا بالرصاص. تم علاج الجرحى في مستشفى بييمونت أثينا الإقليمي في أثينا (جورجيا) ومستشفى غرادي التذكاري في أتلانتا. تم إدخال العديد من المرضى إلى المستشفى بسبب نوبات الهلع.

## المُتّهم
تم القبض على كولت غراي، وهو طالب جديد يبلغ من العمر 14 عامًا في المدرسة. وُجّهت إليه اتهامات بارتكاب أربع جرائم قتل جنائية. يخطط المدعون العامون لمحاكمة غراي باعتباره شخصًا بالغًا. وقد اتُهم باستخدام بندقية نصف آلية من طراز AR-15 في إطلاق النار.
تم توجيه اتهامات إلى والد غراي، كولن غراي، الذي كان يبلغ من العمر آنذاك 54 عامًا، بأربع تهم بالقتل غير العمد، وتهمتين بالقتل من الدرجة الثانية، وثماني تهم بالقسوة على الأطفال. يزعم أنه اشترى السلاح الناري المستخدم في إطلاق النار كهدية عيد الميلاد لابنه، على الرغم من زيارة مكتب التحقيقات الفيدرالي له وإخباره بتهديدات ابنه. والدا غراي مطلقان.

### التحقيقات السابقة والمخاوف بشأن العنف
في مايو 2023، قام عملاء مكتب التحقيقات الفيدرالي من مكتب أتلانتا الميداني، بالإضافة إلى ضباط محليين من مكتب عمدة مقاطعة جاكسون، بزيارة غراي وعائلته في جيفرسون للتحقيق في تهديدات إطلاق النار في المدارس التي يُزعم أن غراي أطلقها على منصة ديسكورد. وقد جاءت هذه الزيارة بناء على بلاغات مجهولة المصدر تلقاها مركز عمليات التهديدات الوطنية التابع لمكتب التحقيقات الفيدرالي. عند استجوابه، أنكر غراي البالغ من العمر 13 عامًا آنذاك توجيه التهديدات؛ وأخبره نائب عمدة أنه سيأخذ كلمته على محمل الجد "at your word"، كما نفى غراي معرفته بمنصة ديسكورد في ذلك الوقت. في الوقت نفسه، اعترف كولن غراي بامتلاكه أسلحة صيد، لكنه أخبر المحققين أن ابنه لم يكن لديه "وصول غير مقيد" إليها.  أثناء الزيارة، لم يتم عرض الصور من حساب ديسكورد للسلاحين على كولين غراي للتحقق من كونهما ملكه أم لا. وفي بيان صدر بعد إطلاق النار في سبتمبر 2024، قال مكتب التحقيقات الفيدرالي: "في ذلك الوقت، لم يكن هناك سبب محتمل للاعتقال أو اتخاذ أي إجراءات إضافية لإنفاذ القانون على المستويات المحلية أو الإقليمية أو الفيدرالية".
تم تعقب نشاط حساب ديسكورد إلى مواقع في فورت فالي وستايتسبورو، وربما بوفالو. تم كتابة اسم المستخدم ديسكورد باللغة الروسية وتم ترجمته إلى "Lanza"، في إشارة إلى آدم لانزا، مُرتكب إطلاق النار في مدرسة ساندي هوك الابتدائية في عام 2012. ومع ذلك، ذكر والد كولت غراي، كولين غراي، أن ابنه لا يتحدث أو يفهم اللغة الروسية. أثناء الاستجواب في مايو 2023، أنكر كولت ووالده أي معرفة برسالة البريد الإلكتروني. ذكر كولت أيضًا أنه قام بحذف حساب ديسكورد الخاص به قبل أشهر بسبب مخاوف من القرصنة. بعد التحقيق، أفادت السلطات المحلية أنه لا يمكن إثبات الادعاء الذي يربط حساب ديسكورد بكولين أو كولت غراي.
في أغسطس 2024، ذكر غراي إعجابه بنيكولاس كروز لجدته. في الشهر نفسه، أخبرت خالة غراي وجدته الآخرين أن غراي لديه أفكار قاتلة وانتحارية، وأنه "لا ينبغي أن يحمل سلاحًا"، وكان من المقرر أن يبدأ العلاج بعد محاولات سابقة لم تكتمل. لكن جدته أصيبت في الشارع واضطرت للخضوع لعملية جراحية في يوم جلسة غراي العلاجية. توسلت إلى غراي أن يذهب بدونها، لكن والديه فشلا في اصطحابه ولم يذهب.
وكان لدى المشتبه به أيضًا "ضريح من نوع ما" في غرفته، والذي تضمن العديد من الصور ومقاطع الصحف حول مطلقي النار في المدارس على الحائط خلف جهاز الكمبيوتر الخاص به، بما في ذلك صور مطلق النار في باركلاند (نيكولاس كروز).

### الإساءة والبيئة المنزلية
وفقًا لمحامي غراي، فقد زارت إدارة خدمات الأسرة والأطفال في جورجيا منزله في وقت ما. وفقًا لصحيفة واشنطن بوست، على مدى السنوات الثلاث التي سبقت إطلاق النار، تفاعل غراي وعائلته مع العديد من العاملين في مجال رعاية الأطفال في جورجيا، وأربعة أنظمة مدرسية، وثلاثة أقسام شرطة مقاطعة، ووكالتين محليتين، حيث تجاهل العديد منهم أو لم يستجيبوا لانتهاكات الأطفال المبلغ عنها التي يُزعم أن غراي تعرض لها على أيدي والديه.
في أغسطس 2021، زُعم أن غراي بحث على الإنترنت عن أفكار حول كيفية قتل والده، حيث تم تصنيف البحث على أنه تم من جهاز مدرسي. حضر اثنان من مسؤولي الموارد المدرسية إلى منزل غراي للتحدث معه ومع والدته. قالت منطقة مدرسة مقاطعة بن هيل، حيث وقع الحادث، إنهم لم يتمكنوا من العثور على تقرير الحادث. وقال جدُّ غراي لأمه لشبكة CNN إن والد غراي عانى من نوبات متعددة حاول فيها ضرب غراي أو اعتدى عليه عمدًا، مضيفًا أن غراي لم يُظهر أي مشاكل غضب خارجية ولكنه تأثر بتربيته.[بحاجة لمصدر]
في سبتمبر 2021، أبلغت جدة غراي من جهة الأم عن ابنتها إلى قسم خدمات الأسرة والأطفال في جورجيا، بعد حادثة زُعم أن ابنتها ضربت فيها غراي ست مرات. وبناء على طلب الوكالة، انتقل غراي للعيش مع جدته لأبيه، وبدأت والدته في الخضوع لاختبارات مخدرات منتظمة. قدمت خالة غراي من جهة الأم أدلة إضافية إلى الاختصاصي الاجتماعي المعين، خوفًا من عدم التحقيق في الحادث بشكل صحيح، لكن لم يتم قبول هذا العرض. لم يتم الاتصال بقسم شرطة فيتزجيرالد بشأن الاتهامات الموجهة ضد والدة غراي، كما هو مطلوب بموجب قانون جورجيا.
في 31 أكتوبر 2022، تعرض غراي للضرب من قبل والدته، وأُجبر مع أخته على مغادرة المنزل. تم السماح لهم بالعودة من قبل والدة غراي حوالي الساعة 11 مساءً. اتصل أحد الجيران الذين شهدوا الحادث بمكتب مقاطعة جاكسون التابع لوكالة رعاية الطفل في جورجيا للإبلاغ عن الحادث.
في خريف عام 2023، عاد غراي للعيش مع والدته في فيتزجيرالد؛ وباعترافها، كان ذلك في نفس الوقت تقريبًا الذي بدأت فيه استخدام الميثامفيتامين. بعد فشل والدة غراي في اجتياز اختبار عشوائي للمخدرات، تم نقل غراي وإخوته إلى والدهم في بيت لحم (جورجيا)، وهي المدينة المجاورة جنوب ويندر. في 3 نوفمبر 2023، قامت والدة غراي بربط جدة غراي على كرسي، وأخبرتها أنها ستقود سيارتها إلى منزلهم في بيت لحم، حيث ستقتل كولين وكولت. ولم يتم الإبلاغ عن هذه الملاحظة للشرطة. تم القبض على والدة غراي بعد أن عثر عليها رجال الشرطة المحليين في موقف سيارات وول مارت على طريق أتلانتا السريع الشمالي الغربي في ويندر، وكانت سيارتها مغطاة بما وصفته بمذكرات انتحار، وتتمنى رؤية اثنين من أطفالها، ولكن ليس كولت. حُكم عليها بقضاء فترة في سجن مقاطعة بارو في ديسمبر من ذلك العام بتهمة ارتكاب جريمة عنف أسري، بينما ظلت قيد الاحتجاز بتهمة الاحتجاز غير القانوني، والتي كانت لا تزال معلقة حتى أكتوبر 2024.
لم يحضر كولت يومًا واحدًا من المدرسة خلال العام الدراسي 2023-2024، على الرغم من تسجيله في مدرسة متوسطة محلية. وبموجب قانون ولاية جورجيا، كان لزاماً على منطقة المدرسة التدخل في حالات التغيب الطويل الأمد، ولكن لم يكن من الواضح ما إذا كان هذا قد حدث في حالة غراي. على الرغم من عدم إكماله يومًا واحدًا من الصف الثامن، بدأ غراي الصف التاسع في مدرسة أبالاتشي الثانوية.
كان غراي يرفض غالبًا حضور الفصول الدراسية؛ وعندما كان يحضرها، كان يصاب بنوبات هلع، وكان يخبر جدته أنه مقتنع بأن معلميه يتحدثون عنه.

## التحقيق
قال المدعي العام الأمريكي ميريك غارلاند إن مكتب التحقيقات الفيدرالي ومكتب الكحول والتبغ والأسلحة النارية والمتفجرات كانا في مكان الحادث. وأكد مكتب التحقيقات الفيدرالي في أتلانتا أن عملاءه كانوا في مكان الحادث. كما يشارك مكتب التحقيقات في جورجيا في التحقيق.

## ما بعد الحادث
في 6 سبتمبر، استضافت مدينة ويندر، جورجيا مراسم تأبين لضحايا إطلاق النار، بحضور العديد من السياسيين وحوالي 1000 شخص. تم إنشاء نصب تذكاري خارج المدرسة بمشاركة الطلاب وأولياء أمورهم وأعضاء المجتمع الذين تركوا بعض الأشياء مثل الزهور والبالونات والملاحظات. كان من المقرر أن يلعب فريق كرة القدم بالمدرسة الثانوية في مدرسة أخرى بالمنطقة في 6 سبتمبر، ولكن تم إلغاء المباراة وتم تحديد وقفة صلاة بدلاً منها.
تم إطلاق حملات غو فاند مي لضحايا إطلاق النار للمساعدة في تغطية التكاليف المرتبطة بإطلاق النار. وقد أقيمت فعاليات أخرى لجمع التبرعات وخدمات تذكارية بعد وقت قصير من إطلاق النار من قبل المنظمات والمطاعم المحلية.
في 20 سبتمبر، نظم طلاب جورجيا إضرابًا ودقيقة صمت حدادًا على ضحايا إطلاق النار. أعيد افتتاح مدرسة أبالاتشي الثانوية في 24 سبتمبر.

## الاستجابات

### رد الفعل السياسي
أصدر البيت الأبيض بيانًا أكد فيه أن الرئيس جو بايدن قد أطلعته ليز شيروود راندال، مستشارة الأمن الداخلي، على حادث إطلاق النار وأن إدارته ستواصل التنسيق مع المسؤولين الفيدراليين والولائيين والمحليين مع تلقي المزيد من المعلومات. وشكرت نائبة الرئيس كامالا هاريس المستجيبين الأوائل وقالت إن الأمر "لا ينبغي أن يكون بهذه الطريقة". أعرب المدعي العام ميريك غارلاند عن حزنه الشديد إزاء إطلاق النار وأي شخص تأثر به. علقت السكرتيرة الصحفية للبيت الأبيض كارين جان بيير على إطلاق النار خلال المؤتمر الصحفي بعد الظهر، حيث ناقشت المخاوف بشأن السيطرة على الأسلحة في شكل عمليات فحص خلفية شاملة وبرامج أخرى.
غرّد حاكم ولاية جورجيا براين كيمب بتعازيه وطلب من جميع سكان جورجيا الانضمام إلى الصلاة من أجل سلامة الطلاب في الفصول الدراسية. وقد أعرب أندريه ديكنز، عمدة أتلانتا، عن أفكاره وصلواته للمتضررين، فضلاً عن دعمه لوكالات إنفاذ القانون المستجيبة. أصدر ممثل ولاية جورجيا الأمريكي مايك كولينز، الذي تقع المدرسة ضمن دائرته الانتخابية، بيانًا يدعو فيه إلى الصلاة من أجل الضحايا وأسرهم. قوبل رد كولينز بانتقادات من دعاة السيطرة على الأسلحة، حيث اتهمه البعض بتأييد العنف المسلح، مشيرين إلى إعلان حملته الذي ادعى فيه أن دونالد ترامب فاز في انتخابات عام 2020 أثناء حمله وإطلاقه لبندقية من طراز AR-15.
وأصدرت مارجوري تايلور جرين، عضو مجلس النواب الأمريكي عن ولاية جورجيا، بيانًا على منصة X (تويتر سابقًا) تقدمت فيه بدعمها للضحايا وعائلاتهم. مثل زميلها كولينز، واجهت جرين انتقادات بسبب الإعلانات الانتخابية التي تتضمن أسلحة نارية، فضلا عن ترويجها لتصريحات لا أساس لها بشأن حوادث إطلاق النار السابقة، مثل حادثة إطلاق النار في مدرسة باركلاند الثانوية سنة2018، الذي زعمت خطأً أنه كان هجومًا مُزيّفا بهدف تعزيز قوانين مكافحة الأسلحة.
أعرب الرئيس السابق دونالد ترامب عن تعازيه عبر منشور على موقع تروث سوشل. وصرّح قائلاً: "قلوبنا مع الضحايا وأحباء المتضررين من الحدث المأساوي في ويندر بجورجيا. لقد أخذ وحش مريض ومختل عقليًا هؤلاء الأطفال الأعزاء منا في وقت مبكر جدًا". قال المرشح الجمهوري لمنصب نائب الرئيس جيه دي فانس إن إطلاق النار في المدارس هو "حقيقة حياة" مؤسفة، مشيرًا إلى أن المدارس تعتبر أهدافًا سهلة، وأن ما هو مطلوب هو تعزيز الأمن، وليس التحكم في الأسلحة.